# Dezső Ránki
Pour les articles homonymes, voir Ránki.
Dans le nom hongrois Ránki Dezső, le nom de famille précède le prénom, mais cet article utilise l’ordre habituel en français Dezső Ránki, où le prénom précède le nom.
Dezső Ránki est un pianiste hongrois, né à Budapest le 8 septembre 1951. 
Il est considéré actuellement, avec Zoltán Kocsis et András Schiff, comme l'un des meilleurs pianistes hongrois de sa génération.

## Biographie
Dezső Ránki a commencé ses études de piano à l'âge de huit ans, à l'université de musique Franz-Liszt de Budapest. À treize ans, il entre au Conservatoire Béla Bartók de Budapest et étudie avec Klára Máthé. Puis, devenu lauréat de trois concours internationaux (en 1965, 1967 et 1969), il poursuit ses études musicales à l'Académie Franz-Liszt dans les classes de Pál Kadosa et Ferenc Rados, et remporte en 1969 le Premier Prix du concours Robert Schumann de Zwickau (Allemagne de l'Est), qui lui ouvre ainsi les portes d'une carrière internationale. En 1971, il suit les cours de Géza Anda à Zurich. Il remplace au pied levé Arthur Rubinstein à Milan et Arturo Benedetti Michelangeli à Menton. En 1973 il est nommé assistant de Pál Kadosa et en 1976 devient professeur de piano à l'Académie de musique Franz Liszt.
Il se produit partout en Europe, à Londres (Queen Elisabeth Hall, Wigmore Hall, BBC, London Philharmonic), en France à Paris (Châtelet, Théâtre de la Ville), il est aussi l'invité, entre autres, des festivals de Montpellier, de la Grange de Meslay, de La Roque-d'Anthéron, de Nantes; il donne des récitals à Lucerne, à Lockenhaus, au Printemps de Prague, à Amsterdam (concerts avec l'Orchestre du Concertgebouw et l'Orchestre de Chambre de la Radio et Frans Brüggen), à Berlin, Vienne (Wiener Musikfestwochen), à Milan, en Scandinavie, en Union soviétique, au Japon, aux États-Unis. 
Très à l'aise dans le répertoire classique (Mozart, Beethoven) et romantique (Schubert, Schumann, Liszt), il est avant tout un incomparable interprète de ses compatriotes Bartók et Kurtág. En 1984, il a créé le Concerto pour piano de Durkó.
Il joue sous la direction de grands chefs comme Zubin Mehta, Kurt Sanderling, Jeffrey Tate, Frans Brüggen, Iván Fischer ou Lorin Maazel. 
En 1973, il reçoit le Prix Liszt, puie en 1978 le Prix Kossuth, la récompense culturelle la plus élevée en Hongrie, qui lui est de nouveau attribuée en 2008.
Depuis 1985, Ránki se produit régulièrement en duo avec la pianiste Edith Klukon, son épouse.

## Source
- (en) Cet article est partiellement ou en totalité issu de l’article de Wikipédia en anglais intitulé « Dezső Ránki » (voir la liste des auteurs).